# Sultan sa Barongis
Sultan sa Barongis (in passato Lambayong) è una municipalità di quarta classe delle Filippine, situata nella Provincia di Maguindanao, nella Regione Autonoma nel Mindanao Musulmano.
Sultan sa Barongis è formata da 12 baranggay:
- Angkayamat
- Barurao
- Bulod
- Darampua
- Gadungan
- Kulambog
- Langgapanan
- Masulot
- Paldong
- Papakan
- Tugal
- Tukanakuden